# Clupeonella
Clupeonella es un género de peces.

## Especies
- Clupeonella abrau (Maliatsky, 1930)
- Clupeonella caspia Svetovidov, 1941
- Clupeonella cultriventris (Nordmann, 1840)
- Clupeonella engrauliformis (Borodin, 1904)
- Clupeonella grimmi Kessler, 1877
- Clupeonella muhlisi Neu, 1934
- Clupeonella tscharchalensis (Borodin, 1896)